# Michele Castoro
Michele Castoro (Altamura, 14 gennaio 1952 – San Giovanni Rotondo, 5 maggio 2018) è stato un arcivescovo cattolico italiano, dal 15 luglio 2009 fino alla sua scomparsa, 129º arcivescovo di Manfredonia-Vieste-San Giovanni Rotondo.

## Biografia
Michele Castoro è nato ad Altamura, diocesi di Altamura-Gravina-Acquaviva delle Fonti e provincia di Bari, il 14 gennaio 1952.

### Formazione e ministero sacerdotale
Dopo le scuole medie ed il ginnasio frequentate nel Seminario arcivescovile di Bari, è stato inviato a Roma dove ha compiuto gli studi liceali nel Seminario Romano Minore. Passato al Seminario Romano Maggiore, ha seguito i corsi filosofici e teologici nella Pontificia Università Lateranense e nella Pontificia Università Gregoriana, dove ha conseguito la licenza in Teologia Fondamentale. Nel 1986 ha ottenuto la laurea in Storia e Filosofia presso l'Università degli Studi di Bari.
È stato ordinato sacerdote nella Cattedrale di Altamura il 6 agosto 1977 dal vescovo Salvatore Isgrò per la diocesi di Altamura-Gravina-Acquaviva delle Fonti.
Durante gli anni vissuti in diocesi, ha svolto i seguenti incarichi: segretario del vescovo, direttore spirituale del Seminario minore diocesano, collaboratore nella parrocchia della Cattedrale di Altamura, insegnante di Religione nel liceo classico statale e assistente della F.U.C.I.
Assunto al servizio della Santa Sede presso la Congregazione per i Vescovi nel 1985, ne è divenuto capo ufficio nel 1996. Ha svolto inoltre il servizio di archivista e poi sostituto della segreteria del Collegio Cardinalizio.

### Ministero episcopale
Il 14 maggio 2005 papa Benedetto XVI l'ha eletto vescovo di Oria; è stato consacrato il 25 giugno dello stesso anno dal cardinale Giovanni Battista Re, co-consacranti il vescovo Marcello Semeraro (poi arcivescovo e cardinale, suo predecessore sulla cattedra oritana), ed il vescovo Mario Paciello (vescovo di Altamura-Gravina-Acquaviva delle Fonti).
È anche segretario della Conferenza Episcopale Pugliese e membro della Commissione della Conferenza Episcopale Italiana per l'Ecumenismo e il dialogo interreligioso.
Il 15 luglio 2009 è stato promosso alla sede arcivescovile di Manfredonia-Vieste-San Giovanni Rotondo e nominato direttore generale dell'Associazione internazionale dei gruppi di preghiera di Padre Pio. Ha fatto ingresso nell'arcidiocesi il 19 settembre 2009. Dal 1º gennaio 2010 è presidente della Fondazione Casa Sollievo della Sofferenza.
Il 24 settembre 2009 a San Giovanni Rotondo nella cripta inferiore del Santuario di Santa Maria delle Grazie ha chiuso l'ostensione straordinaria delle spoglie di San Pio da Pietrelcina iniziata il 24 aprile 2008 dopo la ricognizione del corpo del santo.
Ad agosto 2010 ha annunciato la creazione di una nuova parrocchia a Manfredonia dedicata a San Pio da Pietrelcina nella zona sud-ovest della città, da lui stesso dedicata il 23 dicembre 2017.
Numerosi sono stati gli interventi di restauro grazie al suo impegno nel reperire i fondi e gli sponsor, tra i più importanti nel periodo 2010-2012 ricordiamo l'Icona della Madonna di Siponto patrona di Manfredonia, la statua lignea detta "la Sipontina" e la statua di San Lorenzo Maiorano, opere custodite nella Cattedrale. Tra gli edifici riportati all'originaria bellezza ricordiamo la Basilica di Santa Maria Maggiore di Siponto.
Grazie al suo intervento nel febbraio 2012 l'ordine monastico de "I Ricostruttori" si sono stabiliti nell'Abbazia di San Leonardo in Lama Volara, tra l'altro del tutto restaurata in seguito a questa decisione.

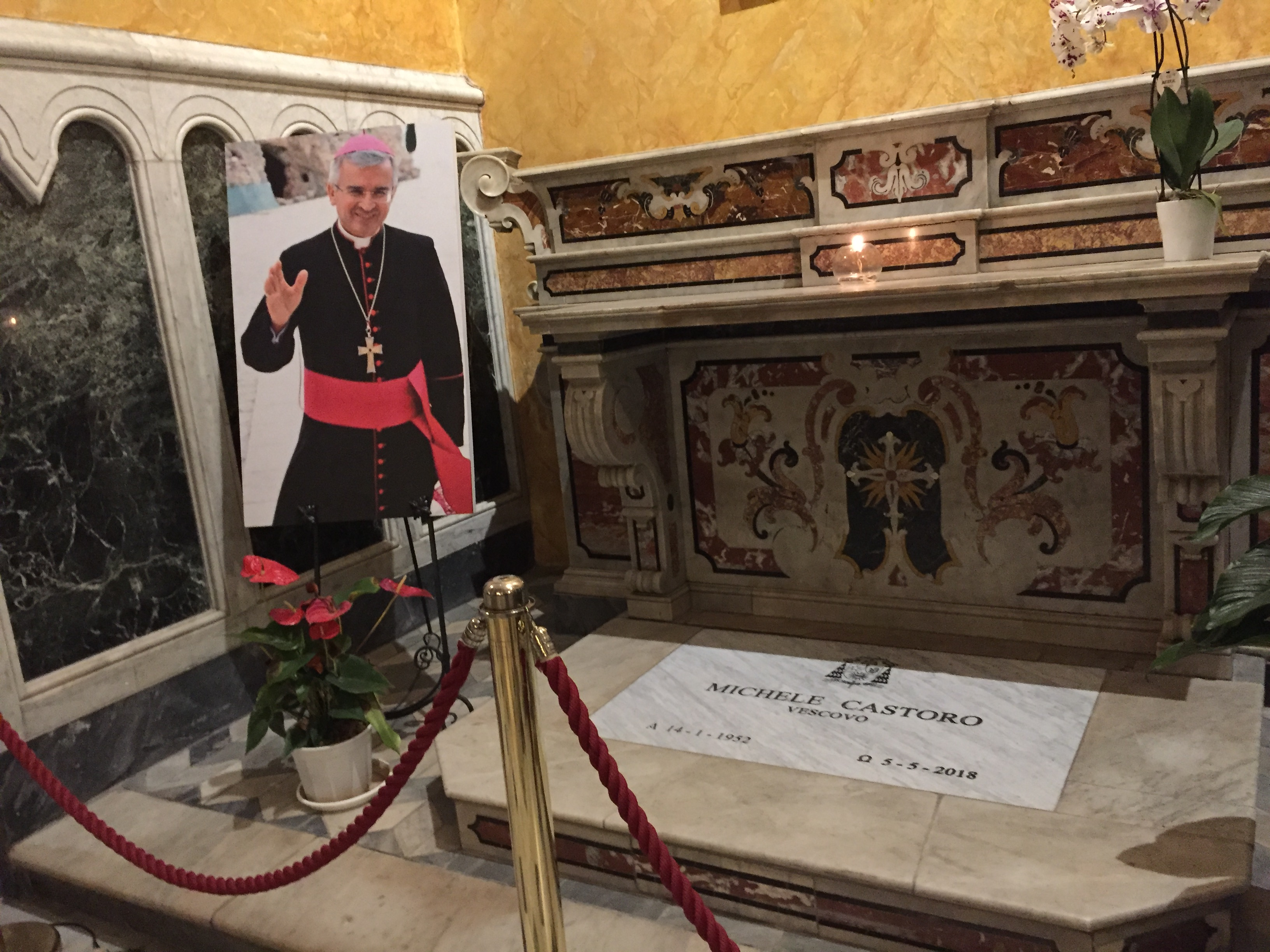
La tomba di Michele Castoro, all'interno della Cattedrale di Altamura

Agli inizi del mese di maggio 2013, con i frati minori cappuccini della provincia religiosa "Sant'Angelo e Padre Pio", ha annunciato che dal 1º giugno dello stesso anno l'ostensione del corpo di San Pio da Pietrelcina sarà permanente: il corpo resterà nell'intercapedine del plinto centrale della chiesa inferiore del Santuario di San Pio da Pietrelcina a San Giovanni Rotondo custodito in un'urna di vetro.
Con decreto dell'11 settembre 2015 ha indetto la sua prima visita pastorale nell'arcidiocesi per il quinquennio 2016-2021.
Il 17 marzo 2018 ha accolto papa Francesco in visita pastorale a San Giovanni Rotondo, ringraziandolo «perché si è chinato sulle ferite di chi soffre, soprattutto dei nostri bambini ammalati e delle nostre famiglie».
È morto alle ore 02.25 del 5 maggio 2018, presso la Casa Sollievo della Sofferenza, dopo una lunga malattia. Le esequie, presiedute dal cardinale Pietro Parolin, segretario di Stato, si sono tenute il 7 maggio nel Santuario di San Pio da Pietrelcina. Riposa nella Cattedrale di Altamura.

#### Documenti magisteriali
- Andate anche voi a lavorare nella mia vigna (Mt 20, 7). Lettera pastorale alla Chiesa diocesana sul ruolo dei laici nella Chiesa e nel mondo, Manfredonia, Novembre 2010;
- Sacerdoti dell'uomo, sacerdoti della strada. Linee pastorali per l'anno 2011/2012 sul ruolo dei laici nella Chiesa e nel mondo, Manfredonia, Settembre 2011;
- Pietre vive per la costruzione del tempio. Linee pastorali per l'anno 2012/2013 sul ruolo dei laici nella Chiesa e nel mondo, Manfredonia, Settembre 2012;
- Prendete il largo e gettate le reti. Linee pastorali per l'anno 2013/2014 sul ruolo dei laici nella Chiesa e nel mondo, Manfredonia, Settembre 2013;
- Non ci ardeva forse il cuore?. Linee pastorali per l'anno 2014/2015 sul ruolo dei laici nella Chiesa e nel mondo, Manfredonia, Settembre 2014;
- Va' e d'ora in poi non peccare più (Gv 8, 11). Lettera pastorale alla Chiesa diocesana, Manfredonia, Settembre 2015.
- Grande è la mia gioia... Lettera pastorale alla comunità diocesana per la Visita pastorale 2016-2021, Manfredonia, Marzo 2016.
- Il sogno condiviso: cristiani sulla soglia. Linee pastorali per l'anno 2016/2017, Manfredonia, Settembre 2016.
- Il Vangelo a tutti. Linee pastorali per l'anno 2017/2018, Manfredonia, Settembre 2017.

## Stemma e motto

### Blasonatura
Di azzurro cappato di argento: all'ombra di sole di oro, caricata del monogramma di Cristo (IHS) di nero, nel primo; alla stella (7) di azzurro a destra e al leone rampante di rosso a sinistra, nel secondo.

### Descrizione
L'azzurro è simbolo del distacco dai valori mondani e dell'ascesa dell'anima a Dio. Su di esso, e all'interno di un sole dorato, colore che indica la Fede, il monogramma del nome di Cristo (IHS) indica Gesù come fonte di vita e di salvezza. L'argento simboleggia la trasparenza, quindi la Verità e la Giustizia, doti fondamentali su cui sviluppare la nostra vita nei confronti dei fratelli.
La stella a sette punte simboleggia Maria.
Il leone simboleggia la forza ed è rappresentato in rosso, colore dell'Amore, per sottolineare la forza dell'Amore di Dio nei confronti dell'Uomo, senza il quale la nostra vita perderebbe significato. Il leone vuole, altresì, richiamare Altamura, chiamata anche "Leonessa di Puglia" ed i leoni che campeggiano sulla facciata della sua Cattedrale. Risale al Medioevo l'uso di porre i leoni a difesa delle costruzioni, poiché si credeva che il leone dormisse ad occhi aperti, senza interrompere la sua funzione protettiva.

### Motto
Il motto In nomine Iesu (Nel nome di Gesù Cristo) è scritto da Pietro nei propri atti e contenuti nel libro degli Atti degli Apostoli (At. 3,6).

## Onorificenze
Prelato d'onore di Sua Santità (1998)
Grand'Accademico Imperiali e Presidente Onorario dell'Accademia Imperiali Europea
Sigillo d'oro Accademico alle Missioni

## Genealogia episcopale
La genealogia episcopale è:
- Cardinale Scipione Rebiba
- Cardinale Giulio Antonio Santori
- Cardinale Girolamo Bernerio, O.P.
- Arcivescovo Galeazzo Sanvitale
- Cardinale Ludovico Ludovisi
- Cardinale Luigi Caetani
- Cardinale Ulderico Carpegna
- Cardinale Paluzzo Paluzzi Altieri degli Albertoni
- Papa Benedetto XIII
- Papa Benedetto XIV
- Papa Clemente XIII
- Cardinale Enrico Benedetto Stuart
- Papa Leone XII
- Cardinale Chiarissimo Falconieri Mellini
- Cardinale Camillo Di Pietro
- Cardinale Mieczysław Halka Ledóchowski
- Cardinale Jan Maurycy Paweł Puzyna de Kosielsko
- Arcivescovo Józef Bilczewski
- Arcivescovo Bolesław Twardowski
- Arcivescovo Eugeniusz Baziak
- Papa Giovanni Paolo II
- Cardinale Giovanni Battista Re
- Arcivescovo Michele Castoro